# Schwarzalia luteipennis
Schwarzalia luteipennis är en tvåvingeart som beskrevs av Charles Howard Curran 1934. Schwarzalia luteipennis ingår i släktet Schwarzalia och familjen parasitflugor.
Artens utbredningsområde är Panama. Inga underarter finns listade i Catalogue of Life.